# CBS 스튜디오
CBS 텔레비전 스튜디오(영어: CBS Television Studios)은 바이어컴CBS의 텔레비전 프로그램 제작 부문이다.

## 같이 보기
- 테리툰스